# 沙赫京斯克

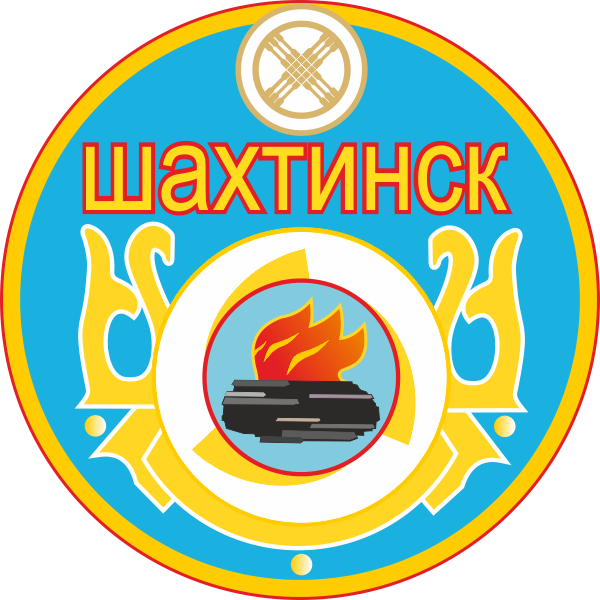
沙赫京斯克的徽章

沙赫京斯克是哈薩克的城鎮，由卡拉干達州負責管轄，位於該國中部，距離首府卡拉干達50公里，面積約200平方公里，海拔高度約100米，2012年人口37,093，其中六成居民是俄羅斯人。

## 外部連結
- Offizielle Stadtseite
- Bilder der Stadt aus den 90-ern （页面存档备份，存于）